# Delfina e María de Jesús González
María Delfina González Valenzuela (1912, El Salto, Jalisco, Messico – 17 Ottobre 1968, Irapuato, Guanajuato, Messico), María del Carmen González Valenzuela (1918–1969), María Luisa González Valenzuela (1920 – 19 Novembre 1984, Irapuato, Guanajuato, Messico) e María de Jesús González Valenzuela (1924 – 1990), conosciute come Las Poquianchis, sono state quattro sorelle serial killer originarie dello stato messicano di Guanajuato. Dal 1950 fino al 1964, hanno gestito il bordello "Rancho El Ángel"',  luogo in cui - sotto commissione delle sorelle stesse- sono avvenuti almeno 91 omicidi, quasi tutti di prostitute schiavizzate. 

Tuttavia, si ritiene che le quattro sorelle siano responsabili di più di 200 omicidi. Guinness World Records gli ha conferito il titolo di most prolific murder partnership.[1]

## Omicidi
Tutti gli omicidi sono avvenuti nella città di San Francisco del Rincón, situata nello stato di Guanajuato, a 200 km da Città del Messico tra il 1950 e il gennaio del 1964 in un locale che le sorelle gestivano, chiamato Rancho El Angel. Le vittime, quasi tutte donne, venivano adescate nel locale tramite annunci di lavoro sparsi per la città; pensando di essere assunte come cameriere con un buon stipendio, si dirigevano nel locale: una volta entrate venivano rapite e costrette a prostituirsi ai clienti a tempo pieno. Le condizioni igienico-sanitarie in cui vivevano erano pessime; restavano segregate per molto tempo e avevano poco da mangiare; spesso cadevano in malattia. Molte di loro erano costrette dalle sorelle ad assumere cocaina ed eroina e venivano bastonate.
Quando diventavano troppo malate o danneggiate dai troppi stupri e maltrattamenti o quando non piacevano più ai clienti venivano uccise. Non è mai trapelato il modo in cui le uccidevano. I figli che le prigioniere, tra una violenza e l'altra, partorivano venivano sequestrati e uccisi poiché per le sorelle rappresentavano un peso inutile. Talvolta alcuni clienti stessi venivano uccisi, specialmente quando si presentavano con forti somme di denaro appresso. Delfina e Maria avevano anche delle complici: altre due sorelle, chiamate Carmen e María Luisa, che collaboravano ai loro crimini. Delfina e Maria non vennero mai sospettate di nulla: agli occhi degli altri apparivano come due donne miti e cristiane devote.

## La scoperta
Intanto la polizia, allertata dalle numerosissime scomparse, aveva iniziato alcune indagini. La svolta la si ebbe quando una prostituta chiamata Josefina Gutiérrez, che portava evidenti segni di malnutrizione e maltrattamento psicofisico venne arrestata alla stazione. Era sospettata di alcune sparizioni, ma per dimostrare la sua innocenza e porre fino al giro di violenze confessò tutto agli agenti e coinvolse anche le sorelle Delfina e Maria, le vere colpevoli. La polizia così entrò nel ranch delle sorelle, dove trovò: una dozzina di donne in gravi condizioni di salute, 80 cadaveri di prostitute, 11 cadaveri di clienti e un gran numero di feti umani morti. In tutto le vittime, esclusi i feti, erano almeno 91. I poliziotti, che ormai avevano abbastanza prove evidenti, le arrestarono e le processarono. Era il gennaio del 1964.

## La fine
Entrambe le sorelle furono riconosciute colpevoli di almeno 91 omicidi e condannate a 40 anni di carcere che, all'epoca, era il massimo della pena secondo le leggi messicane. Carmen e María Luisa furono scagionate dagli omicidi ma condannate con una pena più lieve per reati minori. Il caso fece il giro del Messico e suscitò molto scalpore. Delfina ebbe un incidente nel carcere di Irapuato, a Guanajuato e morì dopo una lunga agonia; Maria del Carmen morì di cancro anch'essa nel carcere; María Luisa impazzì perché temeva che la folla inferocita la volesse linciare, e morì nel carcere comunale di Irapuato nel novembre 1984 per un cancro al fegato. L'unica che si "salvò" fu María de Jesús González che, dopo aver scontato diversi anni di carcere, tornò in libertà. Di lei non si è saputo più nulla.

## Riferimenti nella cultura di massa
- I film The Devil's Sisters, del 1966, girato nuovamente nel 1968 come Le Suore del Diavolo e Las Poquianchis sono ispirati a questi eventi. Inoltre le sorelle sono state oggetto del libro Las Muertas di Jorge Ibarguengoitia, scritto nel 1977.
- La loro storia viene raccontata nel podcast "Demoni Urbani" a cura di Francesco Migliaccio nell'episodio del 1 maggio 2023